# Cactusfamilie
De cactusfamilie (Cactaceae) is een familie van planten die veel aan droge omstandigheden aangepaste soorten omvat. Afhankelijk van de taxonomische indeling worden er tussen de 24 en 220 geslachten in de familie geplaatst, met rond de 90 geslachten als meest geaccepteerde aantal. Het totale aantal soorten ligt tussen de 1500 en 1800. De familie omvat veel soorten die als kamerplant makkelijk in leven te houden zijn, en verder vergeleken met andere kamerplanten, afwijkende vormen hebben, en ten slotte als decoratief worden gezien.
Er bestaan veel andere soorten succulenten in de Oude Wereld, sommige zelfs met stekels, maar deze missen areolen (viltige plekjes waarop de doornen staan ingeplant). Deze gespecialiseerde structuren zijn uniek voor cactussen, en kenmerken de familie.

## Verspreiding
Cactussen zijn inheems in Amerika. Ze groeien vooral in gebieden met een afwisseling van droge en minder droge seizoenen.
Een klein aantal soorten komt juist voor in tropische regenwouden. Ze groeien dan als epifyt op boomtakken waar ondanks de hoge regenval, door het snel wegstromen van water, droge omstandigheden overheersen. Weer andere komen echter voor tot in het zuiden van Canada. Voor deze laatste geldt, dat deze planten ook in West-Europa winterhard zijn, mits goede afwatering en enige beschutting tegen regen geboden wordt.
Er zijn cactussen naar vele plekken op de wereld geëxporteerd, en op bepaalde plekken werden ze zelfs kenmerkend voor veel landschappen, bijvoorbeeld rond de Middellandse Zee. In Australië hebben schijfcactussen een ecologische ramp veroorzaakt.
Op het inheems zijn in Amerika bestaat één uitzondering, namelijk Rhipsalis baccifera; deze plant komt voor in tropisch Afrika, Madagaskar en Sri Lanka naast haar voorkomen in Amerika. Vermoedelijk zijn haar zaden door trekkende vogels uit de Nieuwe Wereld overgebracht naar de Oude Wereld. Ze komt reeds enkele duizenden jaren in de Oude Wereld voor.

## Habitat
Zoals andere succulenten zijn cactussen goed aangepast aan het leven in droge en warme omstandigheden. Hun bladeren zijn tot doorns geëvolueerd. De afgifte van water door verdamping is zo gereduceerd. De doorns en stekels bieden de plant ook bescherming tegen diervraat. Verder spelen doorns ook een rol bij de warmtehuishouding van de plant. Kenmerkend voor de cactus is, dat de doorn uit een areool groeit. Stekels van succulenten die oppervlakkig op cactussen lijken, groeien niet uit een areool. Fotosynthese vindt plaats in de langere groene stammen, waarin ook water wordt opgeslagen. Een voorbeeld van een cactus met echte bladeren is de Pereskia grandifolia (boomcactus).
Er is veel variatie in cactussen, met verschillende vormen en afmetingen. Sommige soorten kunnen meer dan twaalf meter hoog worden. Alle cactussoorten brengen bloemen voort, die vaak ook uit de areolen groeien. De meeste soorten zijn dagbloeiers, maar bij enkele soorten, zoals de koningin van de nacht (Selenicereus grandiflorus), openen de grote bloemen zich alleen 's nachts, waarbij bestuiving door insecten en kleine nachtdieren, zoals vleermuizen plaatsvindt. Dit geldt ook voor de cactussen die de eetbare pitaja's voortbrengen, zoals Hylocereus undatus en Selenicereus megalanthus.

## Gebruik

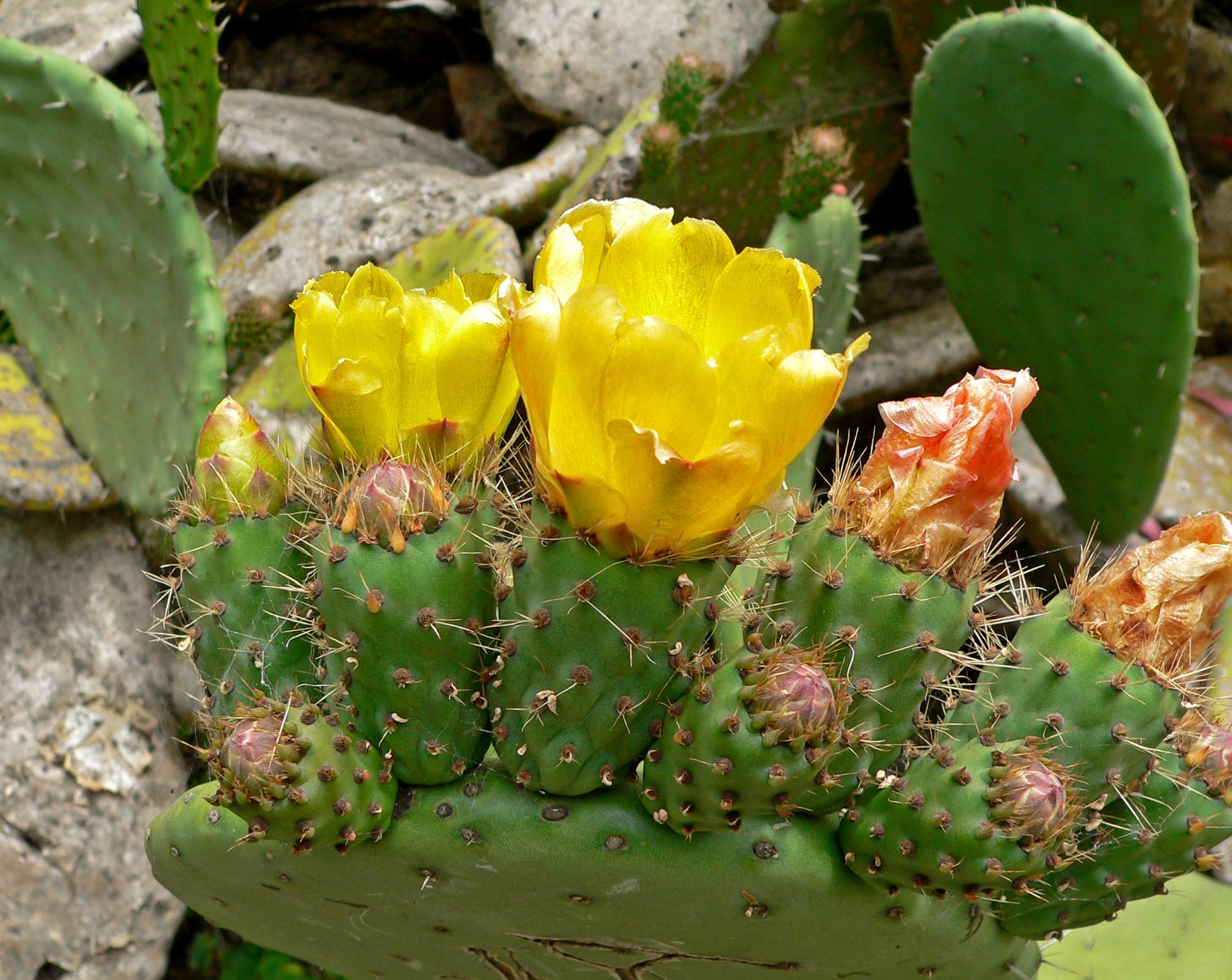
Bloeiende vijgcactus in de San Francisco Botanical Garden
(Opuntia ficus-indica)

Bepaalde cactussen worden als kamerplant gehouden, en ook om tuinen te versieren, in gebieden met een warm en droog klimaat. Een beperkt aantal soorten is zelfs in de Lage Landen winterhard, mits er bescherming geboden wordt tegen vocht door drainage. In landen aan de Middellandse Zee worden Opuntia-soorten veel gebruikt om een terrein af te bakenen, zoals prikkeldraad in de Lage Landen wordt gebruikt. Andere brengen eetbare vruchten voort. Sommige cactussen zoals de San Pedro-cactus en de peyote bevatten de stof mescaline en worden gebruikt als psychedelicum. Verder wordt er in Mexico wel alcoholische drank uit het sap van de cactusvijg (de vrucht van Opuntia ficus-indica), bereid.

## Geslachten
- Acanthocalycium Backeb.
- Acanthocereus (Engelm. ex A.Berger) Britton & Rose
- Acharagma N.P.Taylor
- Àrequipa Britton & Rose
- Ariocarpus Scheidw.
- Armatocereus Backeb.
- Arrojadoa Britton & Rose
- Arthrocereus A.Berger
- Astrophytum Lem.
- Austrocactus Britton & Rose
- Austrocylindropuntia Backeb.
- Aztekium Boed.
- Bergerocactus Britton & Rose
- Blossfeldia Werderm.
- Brachycereus Britton & Rose
- Brasilicereus Backeb.
- Brasiliopuntia (Schumann) A.Berger
- Browningia Britton & Rose
- Calymmanthium F.Ritter
- Carnegiea Britton & Rose - Saguaro
- Cephalocereus Pfeiff.
- Cephalocleistocactus F. Ritter
- Cereus Mill.
- Cipocereus F.Ritter
- Cochemeia (K. Brandegee) Walton
- Coleocephalocereus Backeb.
- Consolea Lemaire
- Copiapoa Britton & Rose
- Corryocactus Britton & Rose
- Coryphantha (Engelm.) Lem.
- Cumulopuntia F. Ritter
- Cylindropuntia (Engelmann) F.M.Knuth
- Denmoza Britton & Rose
- Discocactus Pfeiff.
- Disocactus Lindl.
- Echinocactus Link & Otto
- Echinocereus Engelm.
- Echinomastus Britton & Rose
- Echinopsis Zucc.
- Epiphyllum Haw.
- Epithelantha A.Weber ex Britton & Rose
- Eriosyce Phil.
- Escobaria Britton & Rose
- Escontria Rose
- Espostoa Britton & Rose
- Espostoopsis Buxbaum
- Eulychnia Phil.
- Facheiroa Britton & Rose
- Ferocactus Britton & Rose
- Frailea Britton & Rose
- Geohintonia Glass & Fitz Maurice
- Grusonia F.Rchb. ex Britton & Rose
- Gymnocalycium Pfeiff.
- Haageocereus Backeb.
- Harrisia Britton
- Hatiora Britton & Rose
- Hylocereus (A.Berger) Britton & Rose - Pitaya
- Jasminocereus Britton & Rose
- Leocereus Britton & Rose
- Lepismium
- Leptocereus (A.Berger) Britton & Rose
- Leuchtenbergia Hook.
- Lophophora Coult. - Peyote
- Maihuenia (Philippi ex F.A.C.Weber) K.Schumann
- Maihueniopsis
- Machaerocereus
- Mammillaria Haw.
- Mammilloydia Buxbaum
- Matucana Britton & Rose
- Melocactus Link & Otto
- Micranthocereus Backeb.
- Mila Britton & Rose
- Mirabella F. Ritter
- Myrtillocactus Console
- Neobuxbaumia Backeb.
- Neolloydia Britton & Rose
- Neoraimondia Britton & Rose
- Neowerdermannia Fric
- Obregonia Fric
- Opuntia Mill. - Vijgcactus
- Oreocereus Riccob.
- Oroya Britton & Rose
- Ortegocactus Alex.
- Pacherocactus G.D. Rowley
- Pachycereus (A.Berger) Britton & Rose
- Parodia Speg.
- Pediocactus Britton & Rose
- Pelecyphora Ehrenberg
- Peniocereus (A.Berger) Britton & Rose
- Pereskia Mill.
- Pereskiopsis Britton & Rose
- Pilosocereus Byles & Rowley
- Polaskia Backeberg
- Praecereus Buxbaum
- Pseudoacanthocereus F. Ritter
- Pseudorhipsalis Britton & Rose
- Pterocactus K. Schumann
- Pygmaeocereus H. Johnson & Backeb.
- Quiabentia Britton & Rose
- Rauhocereus Backeberg
- Rebutia K.Schumann
- Rhipsalis Gaertn.
- Samaipaticereus Cardenas
- Schlumbergera Lem. - Lidcactus, nu inclusief het vroegere geslacht Zygocactus.
- Sclerocactus Britton & Rose
- Selenicereus (A.Berger) Britton & Rose - Pitaya
- Stenocereus (A.Berger) Riccob.
- Stephanocereus A.Berger
- Stetsonia Britton & Rose
- Strombocactus Britton & Rose
- Tacinga Britton & Rose
- Tephrocactus Lemaire
- Thelocactus (K.Schum.) Britton & Rose
- Tunilla D.R.Hunt & Iliff
- Turbinicarpus Buxbaum & Backeberg
- Uebelmannia Buining
- Weberbauerocereus Backeberg
- Weberocereus Britton & Rose
- Weingartia Werderm.
- Yavia R. Kiesling & J. Piltz
- Yungasocereus F. Ritter